# به جونگ سون
به جونگ سون (انگلیسی: Bae Jung-son; – ۱ آوریل ۱۲۷۱) یکی از ژنرال‌های سانبتسوشو اهل گوریو بود.

## زندگی
چونگ سون با تسلیم شدن در برابر سلسلهٔ مغولی یوان در چین مخالف بود. در ۲۳ مه ۱۲۷۰، هنگامی که پادشاه گوریو وونجونگ تصمیم گرفت از جزیره گانگهوا به گئگیونگ (که اکنون گئسئونگ نامیده می‌شود) بازگردد، او مخالفت کرد و آن را رد کرد. بنابراین پادشاه وونجونگ دستور انحلال سامبیولچو را داد، اما او نیز از این کار امتناع ورزید و شورشی را آغاز کرد. سپس در ۳ ژوئن ۱۲۷۰، سامبیولچو را از جزیره گانگهوا به جزیره جیندو منتقل کرد و به مخالفت با مغول‌ها ادامه داد. اما او در آوریل ۱۲۷۱، هنگامی که گوریو - متحدان مغول - به جزیره جیندو حمله کرده و آن را اشغال کردند، درگذشت.